# Séminaire de Bayeux
 (juin 2023).
L'ancien séminaire de Bayeux, aujourd'hui appelé « centre Guillaume-le-Conquérant », est un monument situé dans le centre de Bayeux, en France. La tapisserie de Bayeux y est exposée.

## Localisation
Le séminaire est situé dans le département français du Calvados, dans le centre-ville de Bayeux, sur la rive droite de l'Aure. Il abrite la tapisserie de Bayeux.

## Historique
L’ancien séminaire et ses dépendances occupent une surface au sol de 5 000 m2 (auxquels s'adjoignaient originellement d'importants jardins sur sa face nord). Il est édifié à la fin du XVIIe siècle à l’emplacement de l’ancien prieuré des chanoines réguliers de Saint-Augustin, auxquels est confiée au XIIIe siècle la gestion de l’Hôtel-Dieu. Déchargés de cette mission par l’évêque de Bayeux, les religieux gardent la jouissance de leur prieuré jusqu'en 1675, date à laquelle le dernier prieur résigne son titre entre les mains de Mgr François de Nesmond, évêque de Bayeux (1662-1715). Celui-ci transfère alors les biens du prieuré au séminaire récemment fondé grâce aux libéralités du chanoine de la cathédrale Gilles Buhot.
François de Nesmond  pose, en 1693, la première pierre de l'édifice alors limité à la structure en fer à cheval qui se déploie autour d'une vaste terrasse. L’architecte a mis à profit une déclivité naturelle du terrain, permettant au bâtiment de surplomber une cour quadrangulaire entièrement clôturée d’un mur d’enceinte percé dans l'axe de l'édifice d'un portail monumental.
Le séminaire possède une monumentalité et une ordonnance de style classique, adaptées par leur sobriété à l’esprit animant la Contre-Réforme. Il possède trois niveaux couronnés de combles dont les lucarnes s’associent au rythme des baies. Celui-ci est souligné sur les façades par le prolongement en pierre de taille des jambages des ouvertures qui courent depuis la corniche sur l’ensemble des niveaux supérieurs, ces derniers étant entrecoupés par un bandeau marquant puissamment chaque étage.
Le corps principal possède un pavillon central en très léger décrochement, couronné d’un niveau d’attique maçonné encadré de volutes et supportant un fronton sans ornement. Au rez-de-chaussée, l’encadrement bosselé de la baie centrale qui abrite la porte d'entrée, est agrémenté de pilastres supportant un fronton formant saillie orné des armoiries de l’évêque.
Le séminaire confié sous l'Ancien Régime aux lazaristes, ferme ses portes en 1792. il est rétabli dans ses fonctions en 1806, faisant l'objet de restaurations engagées sous l’épiscopat de Mgr Brault (1802-1817) et d'agrandissements sous l'épiscopat de Mgr Dancel (1827-1836) à l'image de l'aile sud qui fait face à la chapelle médiévale. Réquisitionné durant l'occupation, le 26 juin 1944, il est mis à disposition des autorités de la France libre (Mission militaire de liaison administrative) et accueille fin juillet un hôpital temporaire baptisé  « hôpital militaire Robert-Lion » en l'honneur du médecin du 1er bataillon de fusiliers marins commandos (ou commando Kieffer), mort le 6 juin 1944 lors du débarquement. Au sortir de la guerre, il redevient le lieu de formation des futurs prêtres du diocèse de Bayeux et Lisieux et ce jusqu'en 1969, le séminaire étant alors transféré à Caen.
La chapelle, ultime vestige du prieuré originel (XIIIe siècle), est classée au titre des monuments historiques en 1862. Les façades, les toitures de l'édifice de la fin du XVIIIe siècle et son escalier monumental intérieur en bois avec sa rampe à balustres, sont inscrits depuis le 26 mai 1977.
Après une décennie de déshérence, l'ancien séminaire est acquis par la ville de Bayeux, d'importants travaux étant alors entrepris pour y redéployer la bibliothèque municipale et le musée de la tapisserie de Bayeux qui y ouvrent leurs portes au public en 1983. Aujourd'hui, il est entièrement destiné à la présentation du trésor médiéval à l'intérieur d'une galerie en forme de U spécialement aménagée à cet effet. Avec 350 000 à 400 000 visiteurs par an, le musée figure parmi les sites touristiques calvadosiens les plus visités, loin derrière les plages du débarquement (dont la centaine de lieux de mémoire répertoriés attire chaque année 5 millions de visiteurs) mais faisant presque jeu égal avec le Mémorial de Caen.

## Séminaristes célèbres
- Jacques Clinchamps de Malfilâtre (1732-1767)
- Léon Thomine Desmazures (1804-1869)
- Arthur Xavier Ducellier (1832-1893)
- Germain Morin (1861-1946)
- Prosper Alfaric (1876-1955), enseignant
- Eugène Cardine (1905-1988)
- Gaston Poulain (né en 1927)
- Hippolyte Simon (1944-2020)
- Michel Santier (1947-2007)